# جين ديجيتال
جين ديجيتال (بالإنجليزية: Gen Digital)‏ (سابقًا سيمانتك (بالإنجليزية: Symantec)‏) هي شركة عالمية تأسست في عام 1982 لبيع برمجيات الحاسوب وخصوصًا في مجال الأمن وإدارة المعلومات. يقع مقرها في كبيرتينو، كاليفورنيا، الولايات المتحدة الأمريكية؛ وتعمل في أكثر من 40 دولة.

## التاريخ
اشتهرت شركة جين ديجيتال في البداية لنشرها برمجية معالجة الكلمات وقاعدة البيانات كيو & إي. خلال التسعينيات ركزت الشركة على شراء شركات أخرى بدلًا من تطوير برمجياتها الخاصة. وفي وقت مبكر، اشترت الشركة نورتن يوتيليتيز التي أنشئت في منتصف الثمانينات بواسطة بيتر نورتن. في الوقت نفسه، كانت الشركة معروفة بتطوير أدواتها الخاصة، مثل ثيتك باسكال وثيتك سي وثيتك سي++ وسيمانتك سي++ وحزم فيجوال كيف التي كانت منتشرة في منصات آي بي إم وماكنتوش؛ ولكنها خرجت من مجال المنافسة في أواخر التسعينات كما هو الحال مع بعض منافسيها كمايكروسوفت وويتروركز واكتسبت بورلاند حصة كبيرة من السوق.
في السنوات الأخيرة، أصبح جين ديجيتال معروف مع مضادات نورتن والبرمجيات الخادومية. المنتجات التي صدرت تحت اسم الشركة تتضمن نورتن أنتي فايرس، ونورتن كوماندر، ونورتون سيستيموركس، ونورتن إنترنت سكيورتي (الذي يحتوي حاليا نورتن يوتيليتيز)، ونورتن 360، ونورتن بيرسنال فيروول، ونورتن أنتي سبام، ونورتن غو باك (قديما روسيو غو باك)، ونورتن كونفيدينشال، ونورتن أنتيبوت، ونورتن غوست (نشر أصلًا بواسطة بيناري ريسيرش)،

## وصلات خارجية
- الموقع الرسمي